# Ak Welsapar

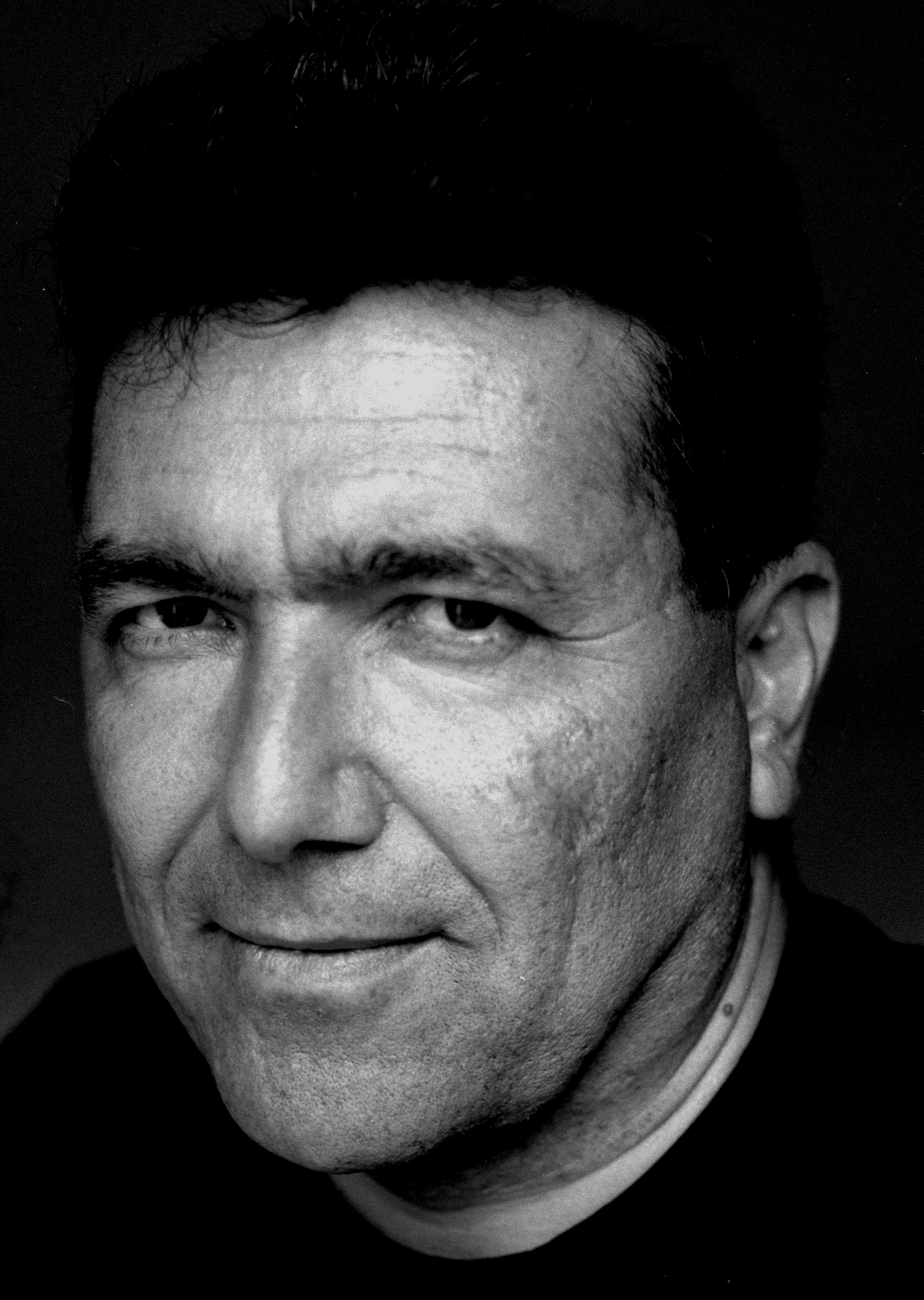
Ak Welsapar

Ak Welsapar (* 19. September 1956 in der Turkmenischen SSR, Sowjetunion) ist ein turkmenischer Schriftsteller und Journalist.
Er erwarb 1979 seinen Magister-Abschluss in Journalismus an der Moskauer Lomonossow-Universität und 1989 seinen Magister in Literaturtheorie am Moskauer Maxim-Gorki-Literaturinstitut. Er schreibt in den Sprachen Russisch, Turkmenisch und Schwedisch.
1982 wurde Welpasar Mitglied der sowjetischen Journalistenvereinigung und 1987 auch des sowjetischen Schriftstellerverbandes. Nachdem er in mehreren Artikeln ökologische Probleme in Turkmenistan anprangerte, wurde er im August 1993 aus beiden Vereinigungen ausgeschlossen.
Aufgrund dieser kritischen Artikel wurde jedoch die Weltöffentlichkeit auf die enormen ökologischen Probleme in Zentralasien aufmerksam. Journalisten aus aller Welt interviewten ihn und nutzten die Ergebnisse seiner Recherchen auch für eigene Berichterstattungen.
Die erschreckend hohe Rate der Mutter-Kind-Sterblichkeit wurde auf die Vergiftung des Bodens zurückgeführt, verursacht durch eine massive Überdüngung mit Chemikalien und Pflanzenschutzmitteln.
Das Sowjetregime hatte jahrzehntelang eine Baumwoll-Monokultur in Zentralasien angeordnet.
Rücksichtslos wurden in der ganzen Region tiefgreifende ökologische Schäden verursacht und in Kauf genommen, die letzten Endes auch zu dem Austrocknen des Aralsees führten.
Welsapars Artikel, sowie die Interviews mit ihm, sind zwischen 1987 und 1994 weltweit in namhaften Zeitungen und Zeitschriften erschienen, u. a. in der Washington Post, der International Herald Tribune, The Independent, Asahi Shimbun, Dagens Nyheter, den Moskowskije Nowosti und Hürriyet.
Die Turkmenische Regierung versuchte Ak Welsapar zum Schweigen zu bringen.
Als das misslang, wurde er zum „Staatsfeind Nummer Eins“ erklärt. Jeder seiner Schritte wurde beobachtet, mehrere Male fanden Verhöre statt, Hausarrest für lange Zeiten wurde angeordnet, Schreibverbot, seine veröffentlichten Werke wurden aus dem Buchhandel und Büchereien eingezogen und öffentlich verbrannt. Auch seine Familie wurde massiv unter Druck gesetzt: Seine Frau verlor ihre Anstellung als Lehrerin und der zehn Jahre alte Sohn musste die Schule verlassen.
Diese erdrückenden Belästigungen hatten zur Folge, dass Welsapar und seine Familie 1993 ihr Heimatland verließen und nach Schweden ins Exil gingen.
Ak Welsapar wurde 1996 Mitglied der Schwedischen Autorenvereinigung und ist seit Oktober 1993 Ehrenmitglied des internationalen PEN-Clubs. 2005 gelang ihm mit seiner Diktatorensatire Kobra der internationale Durchbruch. Für den Gedichtband „Schmerz ewiger Ungewissheit“ (Сомнений вечных боль) bekam er Yesenin-Preis der Moskauer Sektion des Russischen Schriftstellerverbandes. 2016 erhielt er für seinen Roman The Tale of Aypi (Legenden om Aypi) den Schwedischen Kulturpreis.

## Werke
- A long Journey to nearby, 1988
- This Darkness is brighter, 1989 (Index in Turkmenistan, veröffentlicht in Schweden 2004)
- The Bent Sword Hanging on the old Carpet, 1990
- Mulli Tahir, 1992 (Index in Turkmenistan)
- The Revenge of the Foxes, 1993
- The Round House, 1996
- Kobra (Кобра), 2002 und 2005
- Longing for Another Sky, 2005
- If I only were a White Bird, 2006
- The Tale of Aypi, 2015
- Kobra und der Herr Genosse Präsident. Dağyeli, Berlin 2023, ISBN 9783935597593
- Die Legende von Aypi. Dağyeli, Berlin 2025. ISBN 9783910948105